# Bracadale
Bracadale est un village de l'île de Skye au Highland en Écosse.